# Tiro Federal Argentino (Buenos Aires)
El Tiro Federal Argentino es una histórica institución de Tiro deportivo de la Argentina, el edificio original de la fundación se encuentra en la ciudad de Buenos Aires, y en dicha ciudad fue declarado monumento histórico nacional.

## Historia
El tiro deportivo en Argentina, al parecer es anterior a la Revolución de Mayo, ya que se han encontrado antecedentes históricos que indican que el propio Virrey Santiago de Liniers, habría hecho realizar ejercicios de tiro competitivo entre la milicia.
Un grupo de prestigiosos integrantes del Club Círculo de Armas, reunidos en asamblea extraordinaria resuelven fundar el 28 de septiembre de 1891 el Tiro Federal Argentino, con asiento en la Ciudad de Buenos Aires y sucursales en todas las capitales de provincia y otros puntos importantes de la República.
En el año 2019 el predio fue vendido a un fideicomiso para fines inmobiliarios 